# ماکیو اینوئه
ماکیو اینوئه (انگلیسی: Makio Inoue; ۳۰ نوامبر ۱۹۳۸ – ۲۹ نوامبر ۲۰۱۹) بازیگر، صداپیشه، و ترانه‌سرا اهل ژاپن بود. وی بین سال‌های ۱۹۵۴ تا ۲۰۱۹ میلادی فعالیت می‌کرد.